# Sofró
Sofró (en llatí Sophron, en grec antic Σώφρων) fou un escriptor de Siracusa, fill d'Agatocles i Damnasil·lis, el principal escriptor i en cert sentit l'inventor de les composicions conegudes com a Mims (μῖμος).
Suides, i altres autors antics, diuen que va escriure μίμους ἀνδρείους "mims d'homes" i μίμους γυναικείους "mims de dones" en el dialecte dòric. Els títols d'algunes de les obres eren Ἄγγελος "El missatger", Θυννοθήρας "El pescador de tonyines", Γέροντες ἁλιεῖς "Els vells pescadors", i Ἀκεστρίαι "Les llevadores", Nυμφοπόνος "La criada de l'esposa", Πενθερά "La sogra", Ἰσθμιάζουσαι "Les dones a les festes de l'Istme". Se suposa que les composicions de Sofró van ser escrites en una prosa rítmica i eren delineacions enginyoses de caràcter ordinari, plenes de llenguatge vulgar i indirectes. Suides considera, a més, que poden haver-se representat en l'àmbit privat, com el matrimoni de Dionís i Ariadna al final del Simposi de Xenofont.
Suides també diu que va viure en temps de Xerxes i Eurípides i com que se sap que Xenarc, el seu fill, va viure a la cort de Dionís I el Vell durant la guerra de Rhègion (399 aC - 387 aC) es pot considerar que Sofró vivia després del 460 aC i va florir a la segona meitat del segle V aC.
La seva comèdia destacava per la definició dels caràcters més que d'incidents concrets, i estava escrita en prosa segons expressament assenyala Suides, i utilitzava el dialecte dòric amb peculiaritats sicilianes. Es diu que va imitar a Epicarm, però realment no n'hi ha cap prova. En canvi si que se sap que Teòcrit de Siracusa el va imitar. Plató va mostrar la seva admiració per Sofró en diverses ocasions, i Suides diu que portava les obres de Sofró a tot arreu, i les posava fins i tot sota el coixí.
Resten alguns fragments de la seva obra i Fabricius relaciona els títols a la seva Bibliotheca Graeca, vol. II, pàgines 493 a 495.